# 三沢市立第一中学校
三沢市立第一中学校（みさわしりつ だいいちちゅうがっこう）は、青森県三沢市松園町2丁目にある公立中学校。通称・『一中』『三沢一中』。

## 概要
- 三沢市の中心部にあり、生徒数も多い。道を挟んで隣には青森県立三沢高等学校がある。
- 学年別にカラーがあり、緑、黄、青に振り分けられる。

## 沿革
- 1949年（昭和24年）8月25日 - 上北郡六戸村・下田村組合立古間木中学校と大三沢町立岡三沢中学校が統合し、校舎を新築した上で、大三沢町立大三沢中学校として開校。
- 1950年（昭和25年）1月1日 - 校章・バッジ制定。
- 1952年（昭和27年）4月1日 - 大三沢町立第一中学校と改称。
- 1953年（昭和28年）5月26日 - 鉄骨体育館落成。
- 1956年（昭和31年）11月1日 - 校旗樹立。
- 1958年（昭和33年）
  - 9月1日 - 大三沢町の市制施行（同日付けで三沢市と改称）により、三沢市立第一中学校と改称。
  - 12月 - 防音工事竣工。
- 1961年（昭和36年）10月27日 - 分教室4教室が、薬師町に移転。
- 1962年（昭和37年）4月1日 - 薬師町にある分教室が、第五中学校として独立。
- 1964年（昭和39年）6月30日 - 防音校舎鉄骨コンクリート3階建第一期工事落成。
- 1966年（昭和41年）5月20日 - 第二期防音校舎落成。
- 1967年（昭和42年）
  - 3月25日 - 第三期防音校舎落成。
  - 4月5日 - 全生徒が、新校舎へ移転。
  - 5月30日 - 格技場設置。
- 1990年（平成2年）4月16日 - 屋外運動場に夜間照明施設完成（照明灯6基）[1]。
- 1999年（平成11年）11月20日 - 創立50周年記念式典挙行[2]。

## 部活動
運動部
- 野球部
- 剣道部（令和8年度地域移行予定）
- 陸上部
- バレーボール部（女子のみ）
- バスケットボール部
- サッカー部
- ソフトテニス部（女子のみ）

文化部
- 吹奏楽部
- 総合文化部

## 生徒数
2021年（令和3年）5月1日時点。
| 学年 | 1年 | 2年 | 3年 | 特別支援    | 合計 |
| ---- | --- | --- | --- | ----------- | ---- |
| 学級 | 3   | 3   | 3   | 2           | 11   |
| 生徒 | 80  | 96  | 91  | 10 （内数） | 267  |

## 学区[4]
上久保小学校の通学区域
- 上久保、上久保（1丁目～4丁目）、花園町（1丁目～5丁目）、松園町（2丁目・3丁目(1番～3番)）、中央町（3丁目・4丁目）、駒沢字猫又、平畑（64番除く）

木崎野小学校の通学区域
- 南町（1丁目～4丁目）、松園町1丁目、東町（1丁目・2丁目）、桜町（2丁目・3丁目）

三沢小学校の通学区域
- 平畑（1丁目・2丁目）、幸町（1丁目～3丁目）、緑町（1丁目～3丁目）、桜町1丁目、中央町（1丁目・2丁目）、岡三沢（1丁目～3丁目）

## 学校周辺
- 三沢市役所上下水道部庁舎
- 松園町ポケットパーク
- 青森県立三沢高等学校
- 三沢教会
  - 三沢カトリック幼稚園
- 三沢市立病院

## 著名な出身者
- エリオット・ロシャード・昂矢 - 三代目 J SOUL BROTHERS from EXILE TRIBE
- 太田幸司 - 元プロ野球選手
- 小林孝志 - ゲームクリエイター
- 小桧山吉紀 - 三沢市長
- 小比類巻貴之 - K-1選手
- 坂本隆志 - ゲームプログラマ（テトリスの移植者）
- 古田幸希 - アマチュアゴルファー
- 紫りら - 宝塚歌劇団星組

## 参考資料
- 『青森県教育史 別巻』（青森県教育委員会・1973年12月20日発行）891頁～892頁「学校沿革 中学校 （三沢）第一中学校」